# Коси Агаса
Коси Агаса (Ломе, 2. јули 1978) је бивши тогоански фудбалски голман. Био је члан репрезентације Тогоа која је играла на Светском првенству у фудбалу 2006. у Немачкој.
На том првенству, до завршетка групне фазе, од свих голмана је имао највише одбрана 36. Познат је као „Чаробне руке“, јер је некада имао операцију на отклањању повреде хрскавице.